# Prolasso rettale
Il prolasso rettale è una condizione medica in cui le pareti rettali fuoriescono dall'ano e diventano visibili all'esterno del corpo.

## Sintomi
La sintomatologia prevede:
- fuoriuscita di massa di tessuto rettale dall'ano.
- dolore.
- costipazione e senso di mancato svuotamento intestinale, dischezia, tenesmo rettale
- incontinenza fecale
- mucorrea e sanguinamento
- ulcere rettali, ragadi anali, emorroidi
- diminuito tono dello sfintere anale

## Classificazione

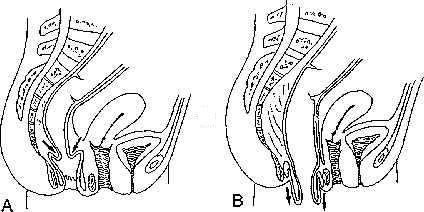
Prolasso interno con
intussuscezione

Ci sono tre condizioni principali che ricadono sotto il nome di prolasso rettale:
- Prolasso rettale totale, che descrive l'intero retto protendere dall'ano.[2]
- Prolasso mucosale, che descrive solo il prolasso della mucosa rettale (e non dell'intera parete).[3]
- Intussuscezione interna, dove il retto collassa ma non esce dall'ano.[4]

Visto che molti dei pazienti che soffrono di prolasso rettale sono anziani, la prevalenza è generalmente sottostimata; può però coinvolgere anche i bambini.
Il prolasso rettale è causato dall'indebolimento dei legamenti e dei muscoli che sostengono il retto nella sua posizione naturale. Nella maggioranza delle persone, lo sfintere anale è debole. Il prolasso rettale può essere associato alle seguenti condizioni:
- età avanzata;
- stipsi prolungata;
- sforzi prolungati durante la defecazione;
- sforzi nella minzione a causa di stenosi uretrale (congenita, traumatica o infettiva: ad esempio per uretrite/cistite ripetuti)
- elevati carichi da elminti gastrointestinali[7];
- stress da gravidanza e puerperio;
- interventi chirurgici precedenti;
- fibrosi cistica;
- BPCO;
- paralisi sfinterica.

## Progressione
Lo stato del prolasso rettale, un tipo di ernia rettale, subisce la seguente progressione: inizia con il prolasso durante i movimenti intestinali, attraverso manovre di Valsalva (starnuti, violenti colpi di tosse, singhiozzi e così via), quindi attraverso le attività quotidiane (come camminare), e infine può diventare cronica, cessando di ritornare alla sua naturale sede.

## Trattamento
Il prolasso parziale può essere trattato attraverso una dieta ricca in fibre.
Dal punto di vista farmaceutico, la condizione può essere trattata solo in modo secondario, trattando la stitichezza così da evitare ulteriori sforzi.
L'alternativa è chirurgica. Può essere suddivisa in due forme di procedura: addominale e perineale.
- Chirurgia addominale - per pazienti giovani, ma è più pericolosa[9] quando eseguita con tecnica aperta mentre oggi la chirurgia laparoscopica consente risultati sicuri anche in pazienti anziani (13):
  - Resezione anteriore
  - Rettopessi con protesi Marlex
  - Rettopessi con sutura
  - Rettopessi resettiva
- Chirurgia perineale - spesso preferita in pazienti anziani, e meno pericolosa di quella addominale[9]
  - Accerchiamento anale
  - Mucosectomia secondo Delorme
  - Rettosigmoidectomia perineale secondo Altemeier
  - Emorroidectomia
- I bambini sono trattati attraverso la cauterizzazione lineare

Recentemente, la chirurgia robotica è stata introdotta come opzione di trattamento.
Le procedure addominali si associano a minor tasso di recidiva rispetto alle procedure perineali (6% vs 16% in pazienti con meno di 65 anni al momento della chirurgia).